# 선우조
선우조(鮮于趙 , 385년)는 5호 16국 시대에 정령족(철륵) 출신 선우걸(鮮于乞)이 세운 국가이다.

## 개요
선우조(鮮于趙)는 유목 민족의 하나 정령 (민족) 출신의 선우걸(鮮于乞)이 세운 국가이다. 철륵 민족은 383년에 모용수에 투항하였다가 배신하고 화북에 자리를 잡았다. 후연의 모용농, 모용온 등과 치열하게 다투었던 정령족 지도자 적진(翟眞)은 385년에 그의 부하였던 선우걸(鮮于乞)에게 피살된다.
적진(翟眞)을 제거한 선우걸(鮮于乞)은 국호를 선우조(鮮于趙)라고 하여 독자 세력화하였는데, 후연의 공격을 받게 되게 되고, 그가 살해한 적진(翟眞)의 아들 적성(翟成)에게 피살된다. 선우조(鮮于趙)는 5호 16국 시대에 단명한 국가로서, 존속 기간이 너무 짧아 국가로 보지 않기도 한다.

## 같이 보기
- 선우걸
- 정령 (민족)
- 적위 (오호십육국)